# Aeroportul Tamchakett
Aeroportul Tamchakett (IATA: THT, ICAO: GQNT) este un aeroport din Tamchekett, Regiunea Hodh El Gharbi, Mauritania.
Situat la o altitudine de 189 m, aeroportul dispune de o singură pistă.